# Mérmero
En la mitología griega, Mérmero (Μέρμερος) era un hijo de Jasón y Medea. Según la primera tradición, Mérmero y su hermano fueron asesinados en Corinto por su propia madre, para castigar a Jasón por su infidelidad. La segunda tradición cuenta que él y su hermano, Feres, murieron apedreados por los corintios como represalia por haber sido los portadores de los regalos envenenados que su madre enviara a Glauce, hija del rey Creonte, y que esto causó la muerte de ambos.
Los dioses castigaron el crimen matando en sus cunas a todos los niños nacidos en Corinto, hasta que, consultado el oráculo, respondió que hicieran sacrificios en honor de los hijos de Medea, a los que además dedicaron una estatua representando el Miedo.
Finalmente, la última tradición dice que Mérmero había sido desterrado a Corcira por el asesinato de Pelias, y después de esto murió acompañando a su padre en una cacería en Epiro, al ser atacado por una leona.